# Exergónica

## Conceito[1][2]
De acordo com a primeira lei da termodinâmica, a energia é convertida de uma forma em outra, uma vez que ela não pode ser criada e nem destruída. A energia livre de uma molécula é a energia potencial armazenada em suas ligações químicas.  A conversão de energia ocorre a todo momento, nos músculos, por exemplo, a energia química potencial armazenada nas ligações covalentes é transformada em energia cinética da contração muscular. Durante a fotossíntese, as plantas transformam energia da luz em energia química. 

## Definição
Por definição, as reações químicas podem ser classificadas conforme a energia seja absorvida ou liberada no processo. Se a energia livre dos produtos for menor que a energia livre dos reagentes, a reação será termodinamicamente favorável, chamada de exergônica (do grego ergon, trabalho), pois ocorrerá a liberação de energia. Nestes processos o valor do ∆G, ou seja, da variação de energia livre será negativo. A energia liberada pelas reações exergônicas pode ser utilizada para realizar síntese de outras moléculas, para realizar trabalho ou ser emitida como calor. Durante uma reação, a variação de energia livre ∆G sofre influencias da temperatura, pressão e concentração inicial dos reagentes e produtos.

Figura 1. Variação da energia livre (∆G) de uma reação exergônica. Nestas reações, a energia livre dos produtos é mais baixa do que a energia livre dos reagentes. Em consequência disso, ocorrem espontaneamente.

## Exemplos
Uma reação exergônica na biologia é a combinação de ATP e água para formar ADP, fosfato inorgânico (Pi) e H+. A energia é liberada durante esta reação quando a ligação fosfato rica em energia da molécula de ATP é quebrada
                                            ATP+ H2O → ADP+ Pi + H+ + energia 